# São-Tomé-Würger

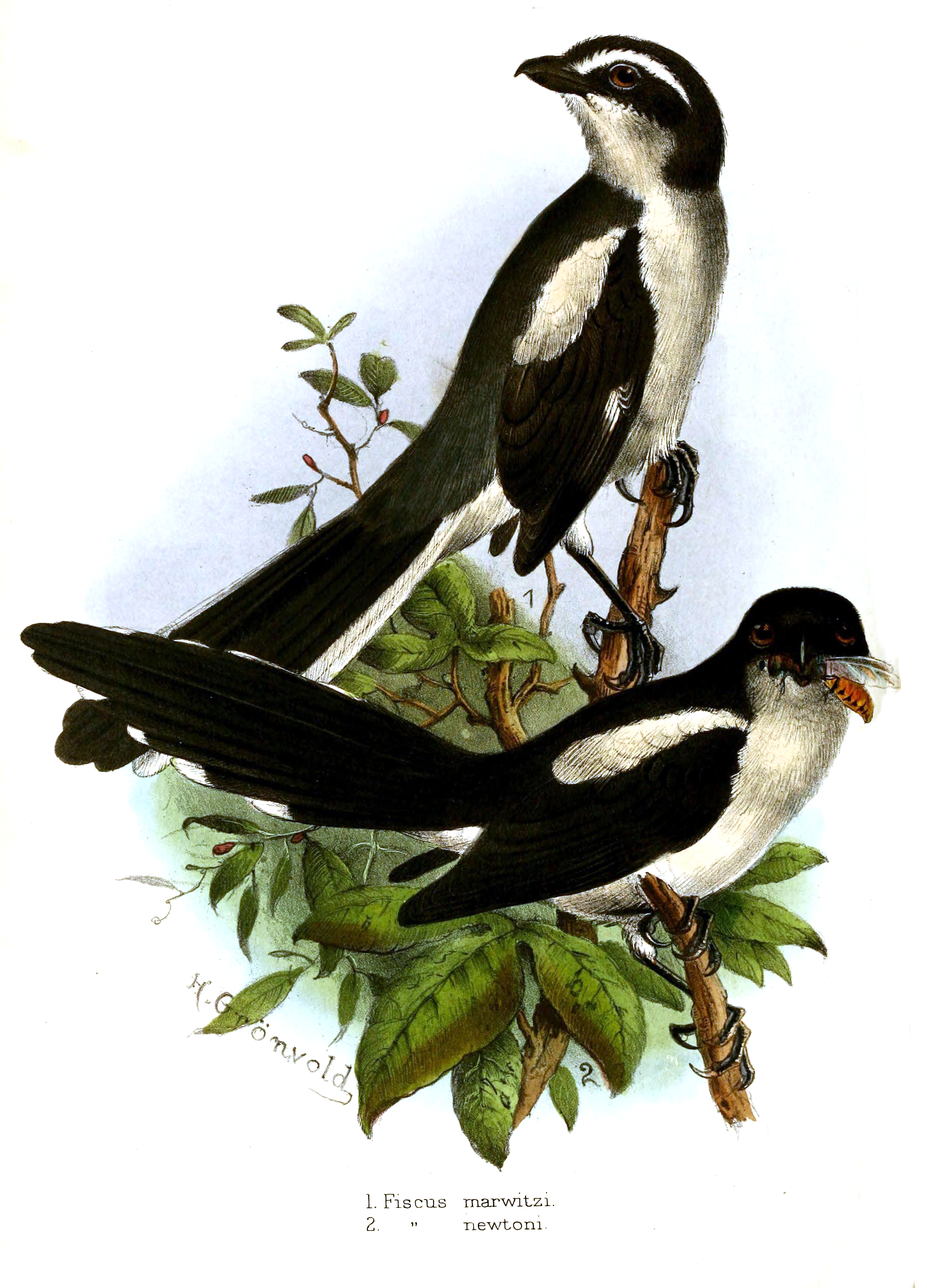
São-Tomé-Würger (Lanius newtoni), untere Abbildung,
mit der Unterart Lanius collaris marwitzi des Südlichen Fiskalwürgers (oben)

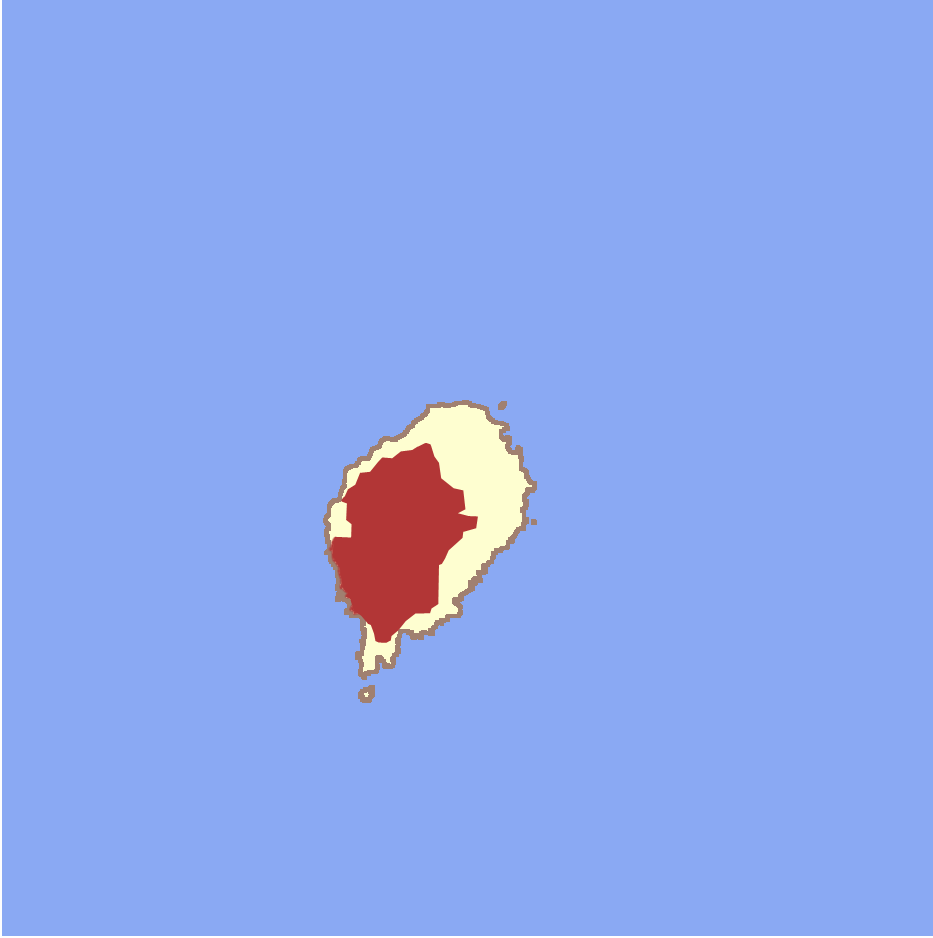
Verbreitungsgebiet

Der São-Tomé-Würger (Lanius newtoni), früher auch als Newton-Würger bezeichnet, ist eine sehr seltene Vogelart aus der Familie der Würger. Er ist endemisch auf der Insel São Tomé im Golf von Guinea. Benannt ist die Art nach Francisco Newton, einem portugiesischen Naturforscher, der für José Vicente Barbosa du Bocage arbeitete.

## Beschreibung
Der São-Tomé-Würger erreicht eine Länge von 20 bis 21 Zentimetern. Schnabel, Kopf, Oberseite und Oberschwanzdecken sind schwarz. Die Schultern sind durch ein weiß-gelb getöntes blitzförmiges Muster charakterisiert. Kinn, Brust, Bauch, Flanken, Steiß und Unterschwanzdecken sind hellgelb. Der Schwanz ist abgestuft. Die mittleren Schwanzfedern sind schwarz. Die Außenfahnen weisen eine Weißfärbung auf, die von den inneren zu den äußeren Schwanzfedern zunimmt. Der Gesang besteht aus einem sich häufig wiederholenden klar gepfiffenen tiuh tiuh und einem metallischen tsink tsink, das über weite Strecken zu hören ist.

## Lebensraum
Der São-Tomé-Würger bewohnt primäre Flachlandwälder und Wälder in mittleren Höhenlagen bis ca. 1.000 m. Er ist hauptsächlich unter der geschlossenen Baumdecke und an Seiten mit wenig oder fehlendem Unterholz anzutreffen. Viele Beobachtungen stammen von Anhöhen und Wasserläufen.

## Status
Vor seiner Wiederentdeckung im Jahre 1990 war der São-Tomé-Würger nur von zwei Nachweisen aus den Jahren 1888 durch Newton und 1928 durch José G. Correia bekannt, der dreizehn Exemplare sammelte. Im Juli 1990 wurde ein einzelnes Exemplar am Lauf des Xufexufe im Südwesten der Insel São Tomé beobachtet. Seit 1994 gibt es regelmäßig Beobachtungen im Stromgebiet des Xufexufe. Des Weiteren wurde die Art bei Valverde im Tal des Rio Ió Grande in der Mitte der Insel und südlich von Pequeno in der Region von Bombaím beobachtet. 2007 gab es Nachweise bei Ribeira Peixe und Ana Chaves. Aufgrund der wenigen Beobachtungen schätzt BirdLife International den Bestand auf unter 50 Exemplare. Die tatsächliche Population ist allerdings unbekannt. In der Vergangenheit war die größte Bedrohung die Umwandlung der Wälder in Kakao- und Kaffeeplantagen. Invasive Tierarten wie Hausratten oder die Monameerkatze sowie die Palmweinernte stellen eine potentielle Gefährdung dar. In Zukunft könnte die steigende Zahl von kleinen Farmen und die damit verbundene Rodung von Bäumen den Lebensraum des São-Tomé-Würgers noch weiter einschränken.